# گوک‌بوکت (یورغیر)
گوک‌بوکت (به ترکی استانبولی: Gökbüket) یک منطقهٔ مسکونی در ترکیه است که در یورغیر واقع شده‌است.